# أميريكا دورادا
أميريكا دورادا (بالبرتغالية: América Dourada‏)؛ بلدية في ولاية باهيا في المنطقة الشمالية الشرقية من البرازيل.